# Сан-Николау (Лиссабон)
Сан-Николау (порт. São Nicolau)  —  район ("фрегезия") в Португалии, входит в округ Лиссабон. Является составной частью муниципалитета  Лиссабон. Находится в составе крупной городской агломерации Большой Лиссабон. По старому административному делению входил в провинцию Эштремадура. Входит в экономико-статистический  субрегион Большой Лиссабон, который входит в Лиссабонский регион. Население составляет 1175 человек на 2001 год. Занимает площадь 0,25 км².

## Объекты района
- Элевадор-ди-Санта-Жушта